# Zbrza (powiat starachowicki)
Zbrza – wieś w Polsce, położona w województwie świętokrzyskim, w powiecie starachowickim, w gminie Pawłów.
Razem z miejscowością Bukówka tworzy sołectwo Bukówka-Zbrza.
W latach 1975–1998 miejscowość należała administracyjnie do województwa kieleckiego.
W wieku XIX wieś wymieniona w składzie ówczesnej gminy Waśniów.
Wierni Kościoła rzymskokatolickiego należą do parafii św. Jana Chrzciciela w Pawłowie.